# 塔拉塔區
17°28′29″S 70°01′56″W / 17.4747°S 70.0321°W
塔拉塔區（西班牙語：Distrito de Tarata），是秘魯的一個區，位於該國南部塔克納大區的塔拉塔省，面積864.3平方公里，海拔高度3,068米，2005年人口3,605，人口密度每平方公里4.2人。